# Wilhelm Rothert
Friedrich Wilhelm Rothert (né le 28 avril 1842 à Lingen et mort le 6 octobre 1915 à Hanovre) est un ecclésiastique protestant prussien et chercheur en histoire locale.

## Biographie
Il est le plus jeune des cinq enfants du directeur du lycée Moritz Rothert (de) (1802-1886) et de Friederike Wilhelmine Dorette, née Lange. Il passe sa jeunesse à Aurich. Son frère Carl Anton Eduard Hermann (1839-1916) devient plus tard l'éditeur d'une Historischen Kartenwerks.
À partir de 1860, Rothert étudie la théologie protestante à l'université d'Erlangen. Il devient membre de l'Erlanger Wingolf (de). En 1862, il étudie à l'université Georges-Auguste de Göttingen et devient membre de l'association Germania Göttingen, qui appartient également à l'époque à Wingolf (de). Après avoir terminé ses études, il travaille d'abord comme professeur particulier. En 1869, il devient prédicateur adjoint à Hamelin, 1871 à Bardowick, 1873 pasteur à Heisede et en 1878 prédicateur collégial à l'abbaye de Loccum (de), où il participe à la direction du séminaire. À partir de 11 août 1889 à 1902, il travaille comme surintendant à Clausthal. En 1902, il s'installe à Nienburg/Weser, où il dirige l'église jusqu'en 1908. Il passe ensuite sa retraite à Hanovre.
Rothert est marié à Antonie Kisker, avec qui il a quatre enfants. En plus de son travail d'ecclésiastique, il est actif en tant que journaliste et écrivain ; La Mission intérieure (de) ainsi que l'histoire locale et régionale le préoccupent particulièrement. Il montre un grand engagement dans le domaine de la musique d'église : de 1897 à 1915, il est président du Hanovrien, de 1898 à 1915 également de l'association du chœur d'église de Basse-Saxe.
Wilhelm-Rothert-Strasse à Nienburg/Weser porte son nom.

## Travaux (sélection)
(novembre 2024).
- Aus alter Zeit in Hameln. Vier Beiträge zur hamelnschen Geschichte. Niemeyer, Hameln 1871 (Sammlung alter Hausinschriften; Skizze über das Stiftsherrenhaus in der Osterstraße, dass seitdem irrtümlich diesen Namen trägt; Untersuchung über die nach ihm vor- oder frühkarolingische Gründung des Stiftes)
- Der gothische Stil und der evangelische Kirchenbau mit besonderer Beziehung auf die Christuskirche zu Hannover (de). Vortrag ... zugleich ein Führer durch die Christuskirche. Meyer, Hannover 1873
- Der evangelische Kirchenbau und die Akustik, in: Christliches Kunstblatt für Kirche, Schule und Haus (de), Band 10, 1874, p. 145–152.
- Die innere Mission in Hannover. Oemler, Hamburg 1878
- Die leitenden Beamten der Bergstadt Clausthal, von der ältesten Zeit bis zur Gegenwart. Clausthal 1898 (Digitalisat)
- Die innere Mission in Hannover in Verbindung mit der sozialen und provinzialen Volkswohlfahrtspflege. 3., völlig umgearbeitete Auflage. Bertelsmann, Gütersloh / Feesche, Hannover 1909
- mit Adolf Helmkampf, Hans Gehrig: Herd und Scholle. Lesebuch für die ländliche Fortbildungsschulen der Provinz Hannover. 1911.
- Kirchlicher Führer durch Hannover-Linden. Festschrift, der Konferenz für evangelische Gemeindearbeit zur fünften Tagung vom 20. bis zum 24. April 1914. 1914
- Allgemeine Hannoversche Biographie, 3 Bände
  - Hannoversche Männer und Frauen seit 1866. Sponholtz, Hannover 1912
  - Im Alten Königreich Hannover 1814–1866. Sponholtz, Hannover 1914
  - Hannover unter dem Kurhut 1646–1815. Sponholtz, Hannover 1916 (posthum von seiner Frau A. Rothert und M. Peters herausgegeben)